# Twelve Reasons to Die II
Twelve Reasons to Die II è il dodicesimo album in studio del rapper statunitense Ghostface Killah, pubblicato nel 2015.

## Tracce
1. Powerful One – 0:51
2. Return of the Savage (featuring Raekwon & RZA) – 3:12
3. King of New York (featuring Raekwon) – 3:31
4. Rise Up (featuring Scarub) – 2:04
5. Daily News – 0:49
6. Get the Money (featuring Vince Staples) – 4:15
7. Death's Invitation Interlude (featuring RZA) – 0:36
8. Death's Invitation (featuring Scarub, Lyrics Born & Chino XL) – 4:33
9. Let the Record Spin Interlude (featuring RZA) – 1:15
10. Let the Record Spin (featuring Raekwon) – 3:13
11. Blackout (featuring Raekwon) – 1:55
12. Resurrection Morning (featuring Raekwon & Bilal) – 2:41
13. Life's a Rebirth (featuring RZA) – 2:51